# Cutias
 Cutias es un municipio de Brasil, en el sudeste del estado de Amapá. Su población estimada en 2006 es de 4.634 habitantes y su extensión es de 2115 km², lo que da una densidad de población de 1,78 hab/km².
Limita con Tartarugalzinho y Amapá al  norte, Macapá al  sudeste y Ferreira Gomes al oeste.
- Datos: Q1754422
- Multimedia: Cutias / Q1754422